# Frank Hughes
Pour les articles homonymes, voir Hughes.
Frank Hughes (né le 1er octobre 1949 à Fernie en Colombie-Britannique) est un joueur de hockey sur glace professionnel qui joua dans la Ligue nationale de hockey au poste d'ailier droit pour les Golden Seals de la Californie et dans l'association mondiale de hockey pour les Aeros de Houston et les Roadrunners de Phoenix.
Il fut repêché par les Maple Leafs de Toronto au 4e tour du repêchage amateur de la LNH 1969, 43e au total.